# Гамбит Гроба
Гамби́т Гро́ба — гамбитное продолжение дебюта Гро́ба, начинающегося ходами: 
 1. g2-g4 d7-d5 
 2. Cf1-g2.
Относится к фланговым началам и рассматривается как агрессивная, нестандартная попытка нарушения дебютных принципов. Основная идея дебюта — раннее продвижение пешки "g" с возможной жертвой на g4 в обмен на темп развития, активизацию слона по диагонали h1–a8 и динамическое давление на королевский фланг и центр. 
Дебют назван в честь швейцарского шахматиста Генри Гроба (1904–1974), применявшего его.

## История
Дебют систематизировал швейцарский шахматист Генри Гроб в 1930-х годах, написав о ходе g4 книгу (Angriff g2–g4, Цюрих, 1942). Он обыгрывал этот ход во время партий по переписке в газете «Neue Zürcher Zeitung». 
В 1970–1980-х годах дебют получил дальнейшее развитие благодаря работам Майкла Басмана. Современные шахматные движки, такие как  Stockfish и Leela Chess Zero, оценивают гамбит как нестандартный, с определёнными тактическими возможностями при точной игре. 
В XXI веке данный гамбит используется крайне редко и практически не встречается на серьёзных турнирах. Чаще всего встречается в блиц-партиях на любительском уровне и у некоторых гроссмейстеров, в частности у Х. Накамуры и М. Карлсена.

## Варианты

### Принятый гамбит Гроба
Основная линия гамбита начинается с ходов:
1. g2-g4 d7-d5 2. Сf1-g2 Сc8:g4

#### Гамбит Фрица 3. c4.
- 1. …d7-d5 2. Сf1-g2 Сc8:g4 3. c2-c4 — гамбит Фрица.
  - ...c7-c6 4. Фb3 e7-e6 5. Фb3:b7 Кd7

Главная идея хода c2-c4 в том, чтобы отвлечь пешку d5 от перекрытия слоном линии h1-a8 и удара ...Cg2:b7 с выигрышем материала.

#### Контргамбит Ромфорда3. ...d5-d4
- 1. …d7-d5 2. Сf1-g2 Сc8:g4 3. c2-c4 d5-d4 — контргамбит Ромфорда[2].
  - 4. Сg2:b7 Кb8-d7 5. Сb7:a8 Фd8:a8 — возможное продолжение.

### Отказанный гамбит Гроба
Если чёрные на втором ходу отказываются от взятия пешки g4, у них есть несколько продолжений:

#### Варианты с 2. ...c7-c6
- 1. …d7-d5 2. Сf1-g2 c7-c6.
- 1. …d7-d5 2. Сf1-g2 c7-c6. 3. g4-g5. - Кинжальная атака (Spike Attack)[3].
- 1. …d7-d5 2. Сf1-g2 c7-c6. 3. h2-h3. - вариант Басмана[4] (Short Spike Attack)
- 1. …d7-d5 2. Сf1-g2 c7-c6 3. c2-c4 d5:c4 4. b2-b3. - гамбит Рихтера-Гроба

#### Варианты с пешечным захватом центра 1. ...e7-e5 | 2. ...e7-e5
- 1. ...e7-e5 2. Cf1-g2 d7-d5 3. d2-d4 d5:d4 4. c2-c3. - гамбит Кереса
- 1. …d7-d5 2. Сf1-g2 e7-e5. 3. c2-c4. - Атака Хёрста
  - 3. d2-d4 e5-e4 4. c2-c4 c7-c6.

#### Редкие варианты
- 1. …d7-d5 2. Сf1-g2 h7-h5. 3. g4:h5. - гамбит Басмана

## Примерные партии
Г. Гроб — В. Фишер, партия по переписке, 1966
1.g4 d5 2.Bg2 e5 3.c4 c6 4.cxd5 cxd5 5.Qb3 Ne7 6.Nc3 e4 7.d3 exd3 8.Bf4 a6 9.Rd1 dxe2 10.Ngxe2 Nbc6 11.Bxd5 Nxd5 12.Nxd5 Na5 13.Qe3+ Be6 14.Nc7+ Qxc7 15.Bxc7 1-0
М. Басман — Д. Пласкетт, Ке́мбридж, 1981
1. g4 e5 2. Bg2 Ne7 3. d4 exd4 4. Qxd4 Nbc6 5. Qa4 Ng6 6. h4 Bc5 (6... Nxh4 {при взятии конём на h4, чёрные получат шах Qe4+ и потеряют коня после Be7 8. Rxh4} 7. Qe4+ 7... Be7 8. Rxh4) 7. Nc3 Nxh4 8. Bd5 Qe7 9. g5 Nf5 10. Nf3 Nb4 11. a3 b5 12. Qb3 Nc6 13. g6 fxg6 14. Bg5 Nfd4 15. Nxd4 Qxg5 16. Nxc6 Bxf2+ 17. Kxf2 Rf8+ 18. Bf3 Qc5+ 19. Kf1 dxc6 20. Qb4 *
С. Скембрис — Б. Ивков, Будва, 15 раунд, 1981
1.g4 d5 2.Bg2 c6 3.h3 e5 4.d3 Ne7 5.Nf3 Ng6 6.Nc3 Nh4 7.Nxh4 Qxh4 8.e4 Bc5 9.Qe2 d4 10.Nb1 Nd7 11.Nd2 Bb4 12.a3 Bxd2+ 13.Bxd2 Nf8 14.O-O-O Ne6 15.Kb1 Bd7 16.Rhf1 h5 17.Bf3 hxg4 18.Bxg4 g5 19.Rg1 Nf4 20.Bxf4 gxf4 21.Qd2 Bxg4 22.Rxg4 Qe7 23.Qa5 b6 24.Qa6 Qc7 25.Rdg1 Ke7 26.Qc4 Raf8 27.Rg7 Rh6 28.R1g5 Qd6 29.Rf5 Rf6 30.Rh5 b5 31.Qb3 Rh6 32.Rf5 Rf6 33.Rh5 Rh6 34.Rxh6 Qxh6 35.Qb4+ Qd6 36.Qa5 Kf6 37.Rg4 Qd7 38.f3 Rh8 39.h4 Rh7 40.Qe1 Qe6 41.Qg1 Ke7 42.Rg8 Rh6 43.Ra8 Rg6 44.Qe1 Kf6 45.b3 Qd6 46.Qa5 Qc5 47.Qd8+ Ke6 48.Qe8+ Kf6 49.Qh8+ Ke6 50.Rg8 Qxa3 51.Rxg6+ fxg6 52.Qg7 Qe7 53.Qxg6+ Qf6 54.Qe8+ Kd6 55.Qb8+ Ke6 56.Qg8+ Kd6 57.h5 Qh4 58.Qb8+ Kd7 59.Qxa7+ Ke6 60.Qc5 Qxh5 61.Qxc6+ Kf7 62.Qd7+ Kg8 63.Qe6+ Kh7 64.Kb2 Qxf3 65.Qxe5 Qe3 66.Qf5+ Kh6 67.e5 Qd2 68.Qf6+ Kh5 69.Qc6 Kg5 70.Qf6+ Kh5 71.Qh8+ Kg5 72.Qd8+ Kg6 73.Qd5 b4 74.Qe4+ Kg5 75.e6 Qc3+ 76.Kb1 f3 77.e7 f2 78.Qe3+ Kf6 79.e8=N+ 1-0